# Steve Young
John Steven "Steve" Young (Salt Lake City, 11 oktober 1961) is een Amerikaans voormalig Americanfootballspeler voor de Tampa Bay Buccaneers en de San Francisco 49ers in de National Football League en voor de Los Angeles Express in de United States Football League. Young speelde als quarterback, won driemaal de Super Bowl en is in 2005 opgenomen in de Pro Football Hall of Fame.